# William Miller (historyk)
William Miller (ur. 1864, zm. 1945) – brytyjski historyk, mediewista, bizantynolog. 

## Wybrane publikacje
- The Balkans (1896)
- Travels and Politics in the Near East (1898)
- Greek Life in Town and Country (1905)
- The Latins in the Levant. A History of Frankish Greece (1204–1566) (1908)
- The Ottoman Empire and its Successors (1913)
- Essays on the Latin Orient (1921)
- History of the Greek People (1821-1921) (1922)
- Trebizond the Last Greek Empire (1926)

## Publikacje w języku polskim
- Dziedzictwo bizantyjskie w południowo - wschodniej Europie [w:] Bizancjum. Wstęp do cywilizacji wschodniorzymskiej, oprac. Norman H. Baynes, H. St. L. B. Moss, przeł. Edward Zwolski, Warszawa: "Pax" 1964.